# LT&SR Bullion Van 35
Die gedeckten Güterwagen nach Musterblatt 35 für den Transport von Goldbarren (im Englischen mit Bullion Van bezeichnet) der britischen London, Tilbury and Southend Railway (LT&SR) wurden 1911 gebaut.

## Geschichte
Die beiden besonders gesicherten und mit speziellen Schlössern versehenen zweiachsigen Spezialwagen entstanden 1911 in den bahneigenen Werkstätten der LT&SR in Plaistow im London Borough of Newham und wurden verwendet um Goldbarren, Bargeld und wertvolle Preziosen sicher von den Docks in Tilbury ins Stadtzentrum von London zu transportieren.
Das Design und die Lackierung erinnerten eher an einen Personen-, als an einen Güterwagen. Dies war dem Umstand geschuldet, dass die Wagen in Personenzügen eingesetzt wurden.
Mit der Übernahme der LT&SR durch die Midland Railway (MR) 1912 gingen die Wagen an die MR über.